# Хламово (Ярославская область)
Хламово — деревня Арефинского сельского поселения Рыбинского района Ярославской области .
Деревня расположена на северо-западе сельского поселения на левом берегу Мормы, левого притока реки Ухра в её нижнем течении. Это последний населённый пункт вниз по левому берегу Мормы. Устье находится на расстоянии около 1 км к северо-востоку. Напротив Хламово, на правом берегу Мормы стоит деревня Крохино. По северо-восточной околице Хламова проходит дорога, связывающие деревни, стоящие по левому берегу Ухры, в северном направлении, вниз по Ухре эта дорога идёт к Кишатино и Кузовлево, где и заканчивается. В юго-восточном направлении эта дорога пересекает Морму, минует с севера Крохино и в Карелино выходит на берег Ухры. От Хламово вверх по левому берегу Мормы и далее её левого притока Золотухи идёт дорога, связывающая деревни этого относительно населённого края и выходящая к магистральной автомобильной дороге Рыбинск—Арефино. Ближайшая по этой дороге деревня Коняево, удалена от Хламово примерно на 1,5 км . 
Деревня Хламово обозначена на плане Генерального межевания Рыбинского уезда 1792 года.
На 1 января 2007 года в деревне Хламово не числилось постоянных жителей . Почтовое отделение, расположенное в центре сельского поселения селе Арефино обслуживает в деревне Хламово 1 дом .